# قلعه‌نو (ارزوئیه)
قلعه‌نو روستایی در دهستان وکیل‌آباد بخش مرکزی شهرستان ارزوئیه استان کرمان ایران است.

## جمعیت
بر پایه سرشماری عمومی نفوس و مسکن در سال ۱۳۹۵ جمعیت این روستا ۵۹۱ نفر (۱۷۴خانوار) بوده‌است.